# Fuente de la Copona
Fuente de la Copona es una fuente pública que perteneció a la ciudad de León (España) formando parte del grupo de fuentes públicas construidas en el siglo XVIII en la época de la Ilustración. Se encuentra situada en el exterior de la ciudad, en el término de Carbajal de la Legua que pertenece al municipio de Sariegos. Se eligió para su colocación un espacio cercano al camino que conducía a Asturias, un lugar apacible, con árboles y vegetación donde los viajeros pudieran hacer un alto y descansar hasta emprender de nuevo el viaje. Esta fuente se alimentó desde sus comienzos de un manantial.

## Historia
El proyecto elaborado para la realización de fuentes se ocupó de instalar algunas fuera de las murallas en lugares estratégicos por donde pasaban vías importantes cuyos viajeros necesitaban hacer un alto en el camino para descansar y refrescarse. Por tanto estas fuentes estaban rodeadas de árboles y constituían un lugar de esparcimiento para el bienestar de los pasajeros. No eran especialmente artísticas pero ofrecían leyendas que informaban sobre los autores y promotores. La fuente de la Copona es una de ellas que aunque olvidada, desubicada y maltrecha ha resistido firme el paso del tiempo.
No se ha encontrado hasta el momento ningún documento que acredite su datación exacta aunque con las investigaciones realizadas y teniendo en cuenta el material empleado, las inscripciones, etc., los estudiosos llegan a la conclusión de que su fecha de construcción fue a finales del siglo XVIII o principios del siglo XIX. Nunca se pretendió que fuera una fuente monumental sino una fuente funcional con los adornos y buen gusto que por aquellos años ofrecían las teorías ilustradas sobre la importancia pública del agua.

## Descripción
Tiene un diseño muy sencillo. La fuente está colocada en el centro de un pilón rectangular. Consta de un pedestal cúbico sobre el que descansa una moldura y un tallo corto sobre el que se eleva la copa que se sostiene sobre gallones; después se ven unas inscripciones y más arriba unas hojas esquematizadas (las inscripciones están bastante deterioradas por lo que faltan los datos más importantes). Vuelve a estrecharse para dar forma a la copa y termina con un remate en forma de piña. Rodea la fuente un pilón rectangular que sirvió de abrevadero. Tiene un solo caño que sale por encima de la zona gallonada. Para su creación se emplearon dos tipos de piedra, la caliza llamada griotte (con un veteado de tonalidades rosas), muy resistente para los cambios de temperatura. Con esta piedra se hizo toda la parte arquitectónica. Se extraía de unas canteras cercanas en las localidades de Robles de la Valcueva, Orzonaga, Rabanal de Fenar, Candanedo de Fenar y Boñar. El otro tipo de piedra al ser más blanda servía para la parte artística y se extraía en las canteras de Boñar que eran conocidas desde  la Edad Media.

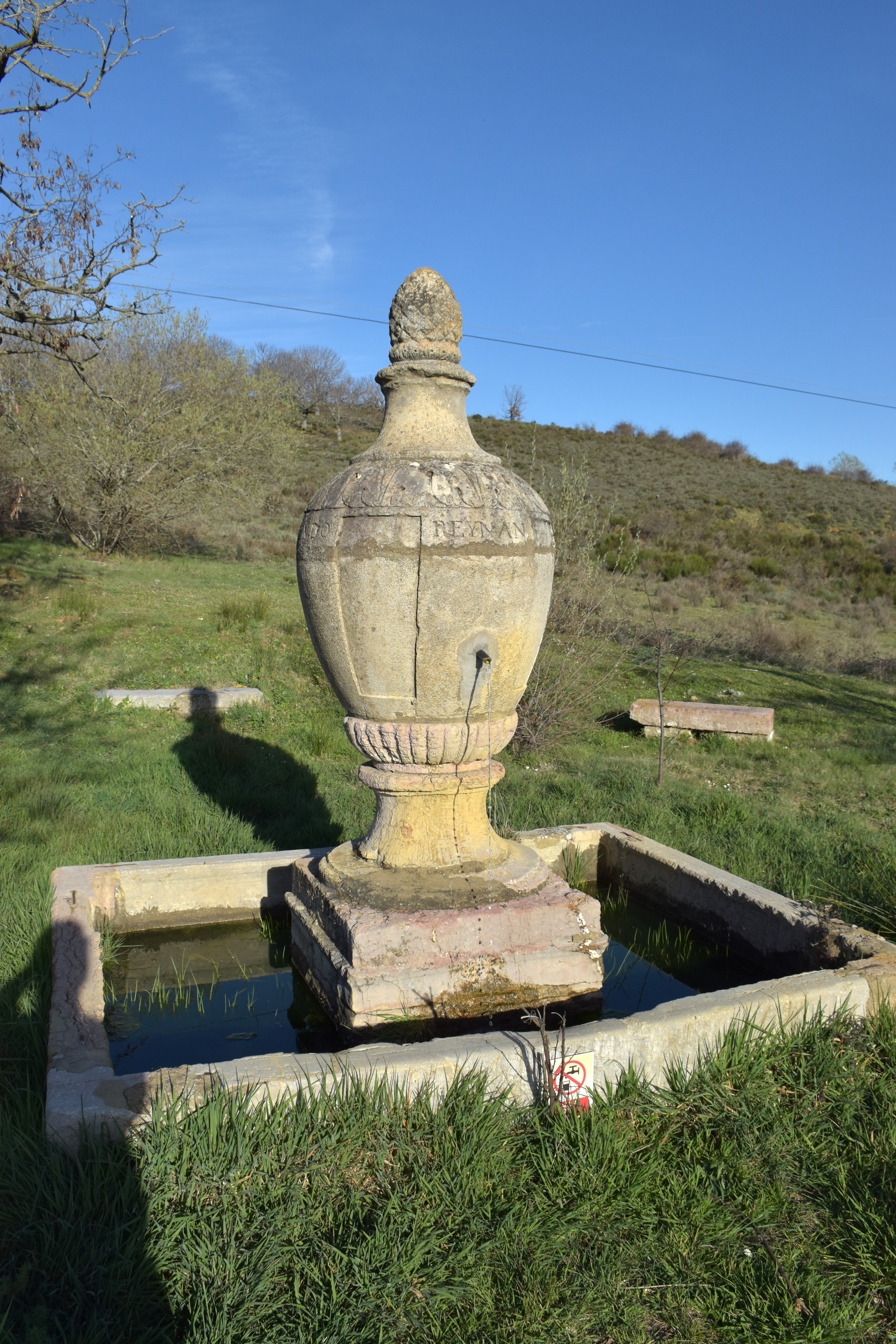
Fuente de la Copona en 2024

## Deterioro y puesta a punto
Una serie de circunstancias contribuyeron a su deterioro: los agentes climáticos, la falta de vigilancia por estar separada de la ciudad, el vandalismo, el desinterés por conservar algo que ya no servía, incluso las restauraciones inadecuadas. Gracias a la ayuda y a la insistencia de la junta vecinal de Carbajal de la Legua, la fuente está restaurada y vuelve a manar agua potable desde 2019 con tuberías nuevas. Esta obra se hizo con la conformidad y la licencia del Ministerio de Fomento y Obras Públicas.